# توماس هارفي
توماس هارفي (بالإنجليزية: Thomas Stoltz Harvey)‏ ، من مواليد 10 أكتوبر 1912 ، وتوفي بتاريخ 5 أبريل 2007. هو طبيب شرعي ولد في أمريكا اشتهر لتشريحه دماغ الفيزيائي ألبرت أينشتاين عام 1955
قطع دماغ اينشتاين لعدة قطع متساوية حوالي 40 قطعة وجرى اختبارين عليها من وكان سبب الاختبارين ان عالمين كانا يتبارزان على معرفة سر ذكاء اينشتاين فالأول كان يقول ان خلاياه العصبية سريعة جدا والثاني يقول ان سر ذكائه هو خياله

## وصلات خارجية
- Newspaper Obituary for Dr. Thomas Stoltz Harvey Died April 5, 2007
- Doctor kept Einstein's brain in jar 43 years
- The Whereabouts of Dr. Einstein's Brain
- Neuroscience for Kids - Einstein's Brain
- NY Times